# Top Chinese Music Awards
Top Chinese Music Awards (tiếng Trung: 音乐风云榜) là một giải thưởng âm nhạc hàng năm để công nhận các nghệ sĩ và tác phẩm âm nhạc nổi tiếng Trung Quốc. được thành lập năm 2001 và được tổ chức tại Trung Quốc. Các giải thưởng đã được giới truyền thông mô tả là giải thưởng của Trung Quốc tương đương với Giải Grammy tại Hoa Kỳ.

## Tổ chức
| Năm  | Địa điểm                            | Thành phố  | Người dẫn chương trình                   | Khách mời | Ghi chú                                      |
| ---- | ----------------------------------- | ---------- | ---------------------------------------- | --- | -------------------------------------------- |
| 2001 | Nhà hát lớn Thẩm Quyến              | Thâm Quyến | Lý Hà, Hà Cảnh, Hoàng An, Dương Cung Như | Ngô Kỳ Long, Thái Y Lâm, Tôn Yến Tư, Trần Hiểu Đông, Mạc Văn Úy, Chu Huệ, Du Hạo Minh, Lâm Ức Liên, Trương Tín Khiết, Vũ Tuyền, Động Lực Hỏa Xa, Na Anh, Lưu Đức Hoa, Hoàng Đại Vĩ, Lâm Y Luân, Bành Giai Tuệ, Dương Ngọc Oánh, Mãn Giang, Kim Hải Tâm, Đinh Vi, Lý Tuyền, Trần Minh, Trần Lâm, Tôn Nam                                        | [ 4 ]                                        |
| 2002 | Nhà hát lớn Thẩm Quyến              | Thâm Quyến | Hà Cảnh, Lý Hà, Đào Tinh Oánh            | Nhậm Hiền Tề, Hàn Hồng, Trần Lâm, Lê Minh, Châu Kiệt Luận, Động Lực Hỏa Xa, Trần Tuệ Lâm, Zero Band, Trương Vũ, Triệu Vy, Lương Triều Vỹ, Ngô Ân Kì, Lâm Ức Liên, Vương Lực Hoành, Châu Hoa Kiện, Phạm Hiểu Huyên, Cổ Cự Cơ, Ngũ Bách, Trần Tiểu Xuân, Triệu Tuyền, Tôn Nam, Na Anh, Vũ Tuyền, Vương Phi                                       |                                              |
| 2003 | Nhà hát lớn Thẩm Quyến              | Thâm Quyến |                                          | |                                              |
| 2004 | Nhà hát lớn Thẩm Quyến              | Thâm Quyến |                                          | |                                              |
| 2005 | Trung tâm thể thao Olympic Bắc Kinh | Bắc Kinh   | Đại Tả, Tần Nam                          | |                                              |
| 2006 | Trung tâm triển lãm Bắc Kin         | Bắc Kinh   |                                          | |                                              |
| 2007 | Trung tâm triển lãm Bắc Kin         | Bắc Kinh   | Ngô Tông Hiến, Liễu Nham, Tạ Nam         | Lưu Hoan, Châu Tấn, Trương Á Đông, Lương Tịnh Như, S.H.E, Trương Lương Dĩnh, Lý Vũ Xuân, Đậu Duy | Từ 2007 gọi là Mengiu âm nhạc Phong Vân Bảng |
| 2008 | Trung tâm triển lãm Bắc Kin         | Bắc Kinh   | Liễu Nham, Tạ Nam                        | |                                              |
| 2009 | Trung tâm triển lãm Bắc Kin         | Bắc Kinh   | Liễu Nham, Tạ Nam                        | Trần Tiểu Hà, Lý Tai Tùng, Lý Hùng Lâm, Lâm Tịch, Tiểu Kha, Hứa Thường Đức, Diêu Nhược Long, Trần Dịch Tân, Tuấn Kiệt, Vũ Tuyền, Tân Hiểu Kì, Phạm Dật Thần, Mãnh Đình Vi, Shin | [ 7 ]                                        |
| 2010 | Nhà hát lớn Thẩm Quyến              | Thâm Quyến | Liễu Nham, Tạ Nam                        | |                                              |
| 2011 | Dongguan Yulan Theatre              | Đông Hoản  | Đại Tả, Liễu Nham, Tạ Nam                | Na Anh, Vũ Tuyền, Hàn Canh, Lý Vũ Xuân, Chu Bút Sướng, Hebe, Lâm Hựu Gia, Viên Duy Nhân, Trương Á Đông, Trần Sở Sinh, Dung Tổ Nhi, Trương Gia Huy, Thượng Văn Tiệp, Đàm Duy Duy, Choo Ja-hyun, Trần Hán Điền | [ 8 ]                                        |
| 2012 | Poly Theater                        | Thâm Quyến | Đại Tả, Tạ Nam, Liễu Nham                | Cao Hiểu Tùng, Tống Kha, Trương Á Đông, Viên Duy Nhân, Lâm Tịch, Diêu Khiêm, Trương Sở, Tề Tần, Uông Phong, Vũ Tuyền, Tát Đình Đình, Thái Kiện Nhã, Trần San Ni, Chu Bút Sướng, Hàn Canh, Trần Sở Sinh, Thượng Văn Tiệp, Hebe, Lâm Hựu Gia, Viêm Á Luân, Hồ Hạ, Ngụy Thần, Đàm Duy Duy, Diệp Bội, Trần Minh, Tôn Duyệt, Quách Kính Minh, EXO-M |                                              |
| 2013 | Shenzhen Bay Sports Center          | Thâm Quyến | Đại Tả, Tạ Nam, Chu Tịnh                 | Cao Hiểu Tùng, Hàn Canh, EXO, Lý Vĩ, Ngụy Thần, Thượng Văn Tiệp, Twins, Trương Thiều Hàm, Vũ Tuyền, Hoàng Ỷ San, Trương Lương Dĩnh, Diêu Khiêm. Trần Minh | [ 9 ]                                        |
| 2014 | Shenzhen Bay Sports Center          | Thâm Quyến |                                          | |                                              |
| 2015 | Shenzhen Bay Sports Center          | Thâm Quyến |                                          | |                                              |
| 2016 | Shenzhen Bay Sports Center          | Thâm Quyến | Lý Xuyên, Đại Tả, Tạ Nam, Phương Linh    | Hoa Thần Vũ, Park Bo-gum, EXO, Hứa Ngụy Châu, SNH48, Ngụy Thần, NCT U, Kangta, Tô Vận Oánh, Trần Lạp, Đái Thuyên, Hoàng Cảnh Du, Hảo Muội Muội, Bạch Kính Đình, Lý Hoành Nghị, Triệu Văn Long, Đinh Quán Sâm, Lâm Nhất Phong, Nghiêm Tước, Trương Tín Khiết                                                                                    |                                              |
| 2017 | Shenzhen Bay Sports Center          | Thâm Quyến |                                          | Hoàng Tử Thao, Ngụy Thần, Trương Tín Khiết, Dimash Kudaibergen, Trần Tường, Thượng Văn Tiệp, Viên Á Duy, Âu Dương Na Na, Hứa Tung, SNH48, YHBOYS | [ 10 ]                                       |

## Hạng mục
2017 Top Chinese Music Awards
- Nam ca sĩ của năm
- Nữ ca sĩ của năm
- Ca sĩ toàn năng của năm
- Nhảy vọt của năm
- Nhạc phim của năm
- Ca sĩ/ nhóm nhạc Rock của năm
- Ca sĩ/nhóm nhạc Ballad của năm
- Thần tượng toàn năng của năm
- Ca sĩ gốc được theo dõi nhiều nhất
- Tổ hợp được theo dõi nhiều nhất
- Nghệ sĩ nước ngoài được theo dõi nhiều nhất
- Ca sĩ chất lượng được theo dõi nhiều nhất
- Thần tượng tiềm năng được theo dõi nhiều nhất
- Ca sĩ, nhạc sĩ được giới truyền thông đề xuất
- Thần tương mạng được giới truyền thông đề xuất
- Thế hệ mới tự sáng tác tiềm năng của năm
- Thần tượng thế hệ mớ của năm